# Santiago (province)
Pour les articles homonymes, voir Santiago (homonymie).

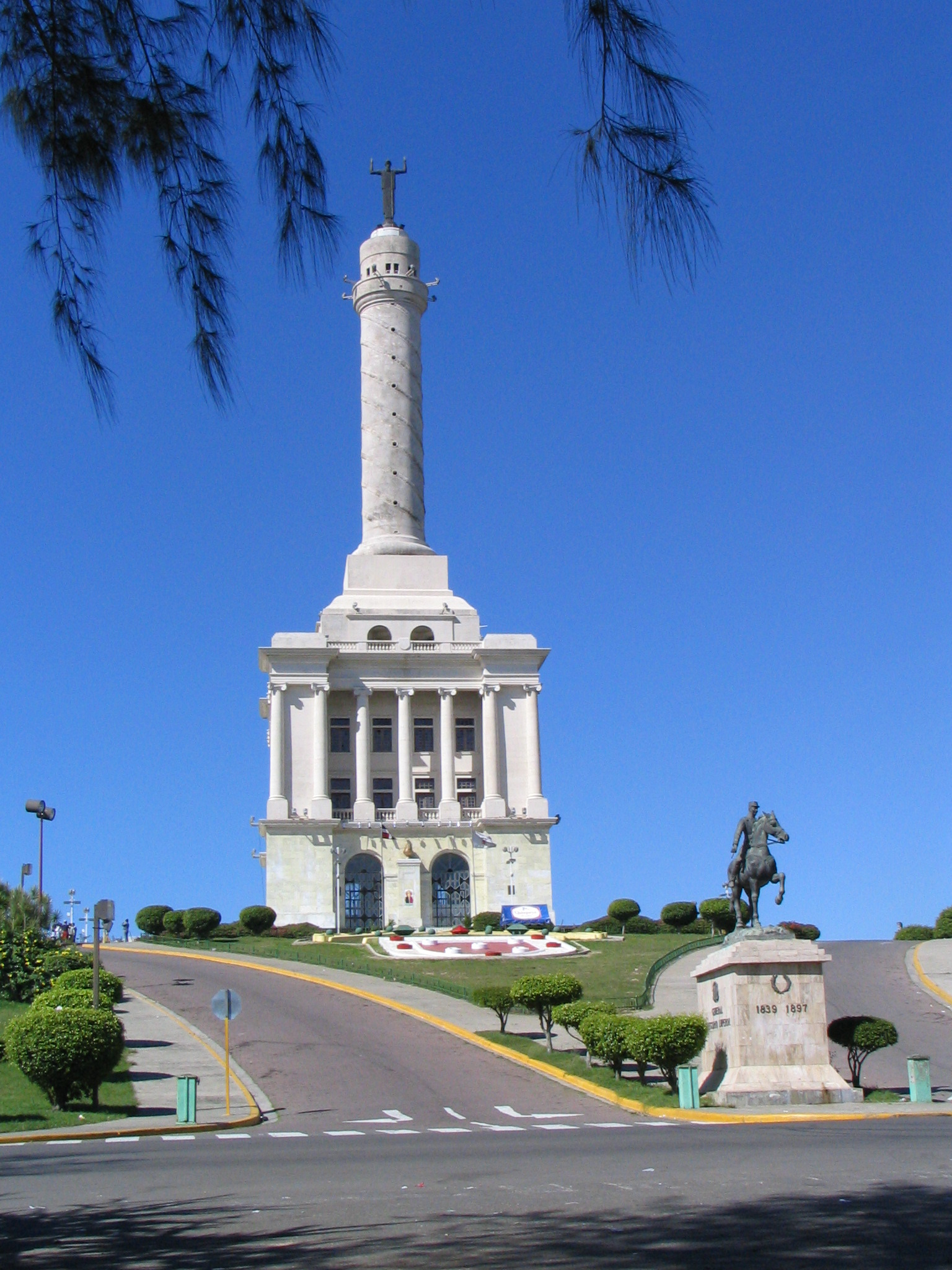
Monument des héros de la guerre de restauration de Santiago de los Caballeros.

Santiago est l'une des 32 provinces de la République dominicaine. Son chef-lieu est Santiago de los Caballeros. Elle est limitée au nord par les provinces de Santiago Rodríguez et Valverde, au nord par celle de Puerto Plata, à l'est celles d'Espaillat et La Vega et au sud par celle de San Juan.